# Тип 87 (камуфляж)
Тип-87 (кит.: 87 式军服, дослівно — військова форма 87) — деформаційний військовий камуфляж, різні версії якого використовувались Збройними силами Китаю в 1987—2007 роках. Камуфляж використовувався для одноіменних бойових та навчальних одностроїв Тип-87. За візерунком та колірною гамою був схожий на американський камуфляж М81 Woodland. Однострої з цим камуфляжем експортувалися Китаєм в кілька країн світу, включаючи Албанію та кілька країн Африки.
У 2007 році камуфляж і уніформу Тип-87 було замінено на новий піксельний «універсальний камуфляж» Тип-07 (кит.: 07 式通用迷彩作训服).

## Історія

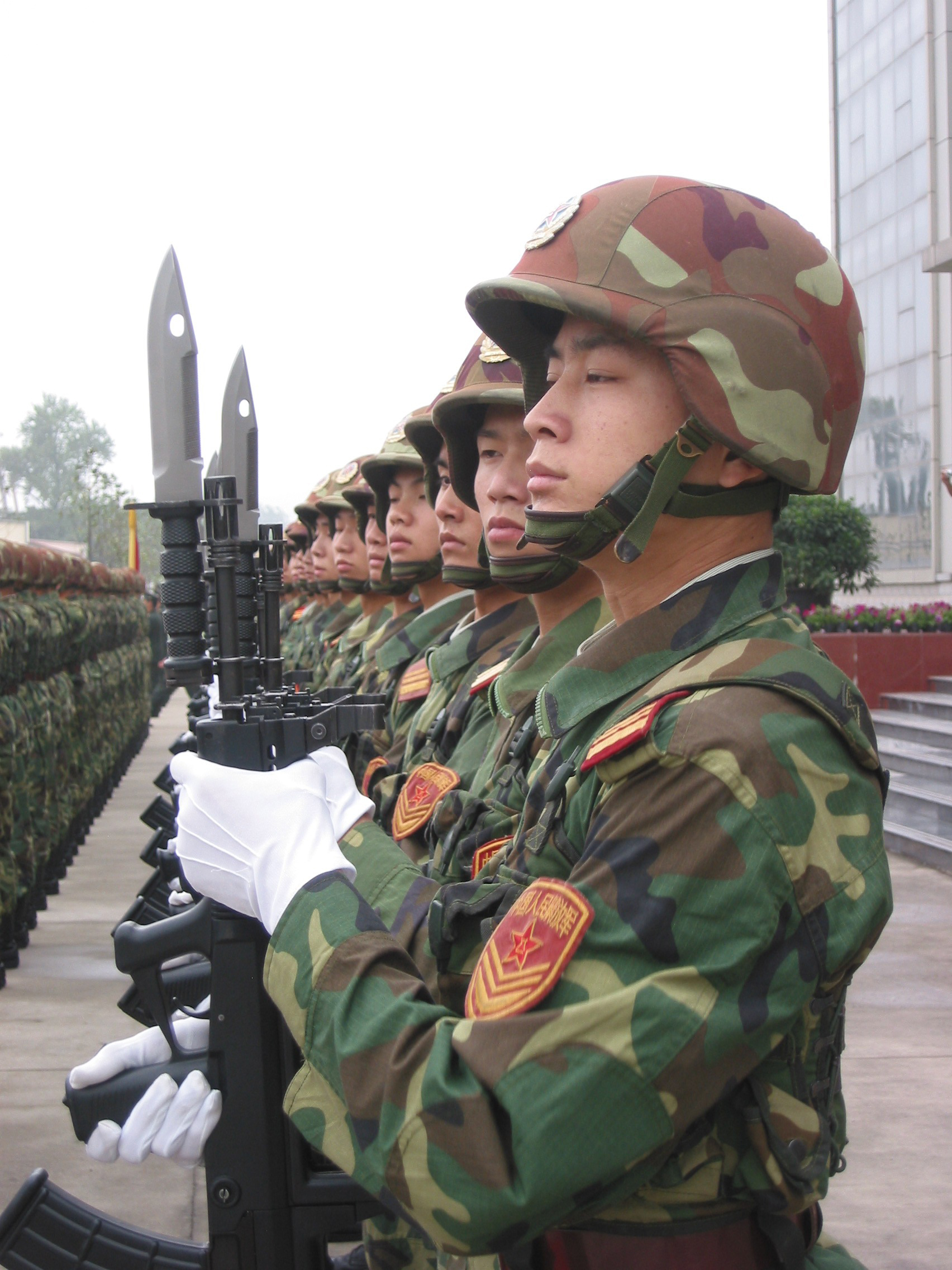
Почесна варта PLAGF на їхній базі в Нанкіні, 2009 рік

Перший варіант камуфляжних одностроїв Народно-визвольної армії Китаю, представлений в середині 1970-х років, був чотириколірним деформаційним камуфляжем із чорними, коричневими та зеленими плямами на блідо-зеленому тлі. Візерунок та колірна гама цього камуфляжу свідчать про те, що це, можливо, була груба спроба скопіювати британський камуфляж DPM, можливо, з фотографій. Цей зразок був призначений для використання спецпризначенцями, повітряно-десантними військами та саперами і використовувався в кінці 1970-х та у 1980-х роках, включаючи китайсько-в'єтнамську війну 1979 року.
Протягом 1980-х років Збройні сили Китаю експериментувала з низкою "лісових" камуфляжів для китайського спецназу. Двостороння камуфляжна уніформа Тип-81 на одній стороні мала камуфляжний малюнок, схожий на DPM, а на протилежній — камуфляжний візерунок Duck Hunter, що у деяких джерелах згадується як шаблон «великі п'ять листків» (кит.: 大五叶). Версія уніформи Тип-84 була також двосторонньою, але мала дещо інший деформаційний візерунок типу DPM на одній стороні, із варіацією візерунка Duck Hunter на іншому боці.
У 1987 році, після серії випробувань, Загальний науково-дослідний інститут тилового обладнання Народно-визвольної армії Китаю прийняв дизайн камуфляжу, заснований на шаблоні американського камуфляжу M81 Woodland. Відомий як «Тип-87», цей камуфляж був прийнятий усіма родами військ Народно-визвольної армії Китаю, включно з підрозділами Військово-повітряних сил і Військово-морського флоту і використовувався як бойова та повсякденна форма.
Різні типи одностроїв з цим камуфляжем експортувалися Китаєм в кілька країн світу, включаючи Албанію та кілька країн Африки. У 2007 році камуфляж і уніформу Тип-87 було замінено на новий піксельний «універсальний камуфляж» Тип-07 (кит.: 07 式通用迷彩作训服).

## Опис
Стиль камуфляжу Тип-87 імітує стиль американського камуфляжу M81 Woodland. В ньому використовується чотирикольоровий макровізерунок у вигляді переплетених між собою плям нерегулярної форми зеленого, коричневого та чорного кольору на світлому фоні. На відміну від американського M81 Woodland, камуфляж Тип-87 фоном використовує жовтувато-зелений колір, а не темніший колір хакі. Камуфляж Тип 87, як і багато інших лісових камуфляжів з плямами чорного кольору, критикували за використання цього кольору, але після того, як він вицвітає, він стає тьмяним і приглушеним, а тому практично непомітним.
Камуфляж Тип-87 продовжував використовуватися в тій чи іншій формі до 2007 року, коли були представлені новий піксельний «універсальний камуфляж» Тип-07 (кит.: 07 式通用迷彩作训服).

## Версії камуфляжу Тип-87 та альтернативні моделі

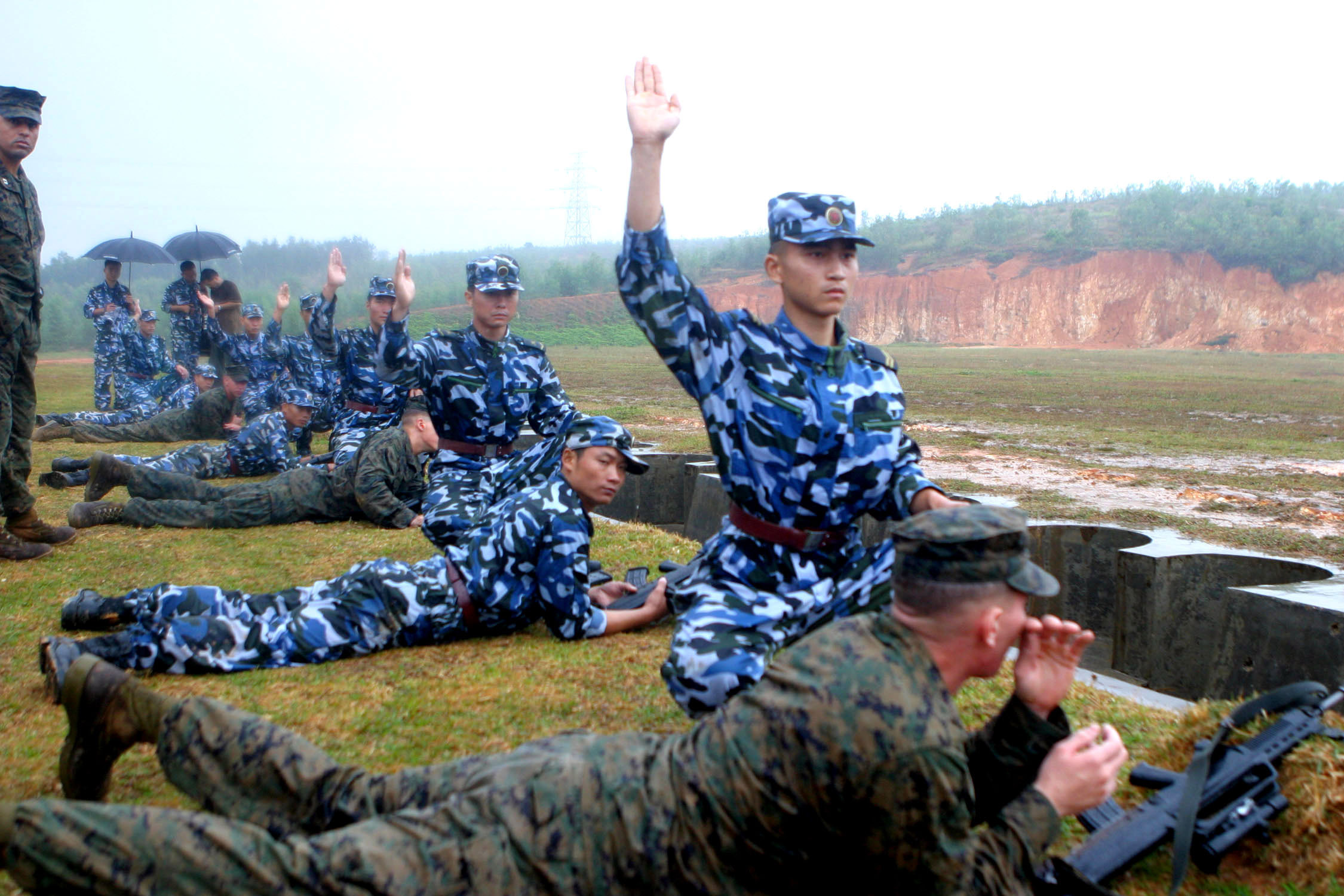
Китайські морські піхотинці в синій морській версії камуфляжу Тип-87 на спільних навчаннях з морськими піхотинцями США у Чжаньцзяні, Китай

Камуфляж Тип-87 протягом своєї служби мав декілька версій, кожна з різними позначеннями та колірними варіантами. Наприклад, існували камуфляжі Тип-95, Тип-99 і Тип-03.
В середині 1990-х років Військово-морський флот Китаю представив морську камуфляжу Тип-87 для використання китайськими морськими піхотинцями. Він використовував, по суті, однаковий з лісовою версією візерунок, а колірна гама складалась з чорних, темно-оливкових та синіх плям на дуже блідо-блакитному тлі. Цей шаблон використовувався приблизно до 1999 року.
Зразок «Duck Hunter», який раніше використовувався на реверсивній камуфляжній формі (і для повітряно-десантних сил PLAF), був знову введений у трохи більш сміливому забарвлення в середині 1990-х років, нібито для носіння особовим складом, який був дислокований в низькогірних або горбистих регіонах.
Ще один візерунок із середини 1990-х — гірський візерунок, який іноді називають «зимовим». Шаблон із чорними, коричневими та оливково-зеленими плямами на темно-коричневому тлі в основному надавався підрозділам армії Китаю, які діяли в північних регіонах помірного клімату та посушливих регіонах Китаю восени/взимку.
Вертикальний листяний камуфляж також був створений у цей час для підрозділів китайської армії, які базувались в китайському регіоні Гуандун (кит.: 广东省) або Гуанчжоу (кит.: 广州市), хоча він, ймовірно, видавався й армійським підрозділам, які також служили в інших місцях.
Повітряно-десантні дивізії PLAF почали носити чотириколірний міський камуфляж на парадах приблизно в 1999 році. Цей дизайн Тип-99, здається, не використовується в операційних цілях, а лише як парадна форма, що підкреслює елітний статус цих підрозділів.
Приблизно в 1999 році ВМС Китаю замінили "блакитний" морський камуфляж Тип-87 новим візерунком на основі американського камуфляжу M81 Woodland, який мав чорні, темно-сині та сині сіро-лісові форми на блідо-лавандовому тлі. У 2007 році його також було замінено на новий піксельний дизайн.